# سی‌آی‌ام‌بی

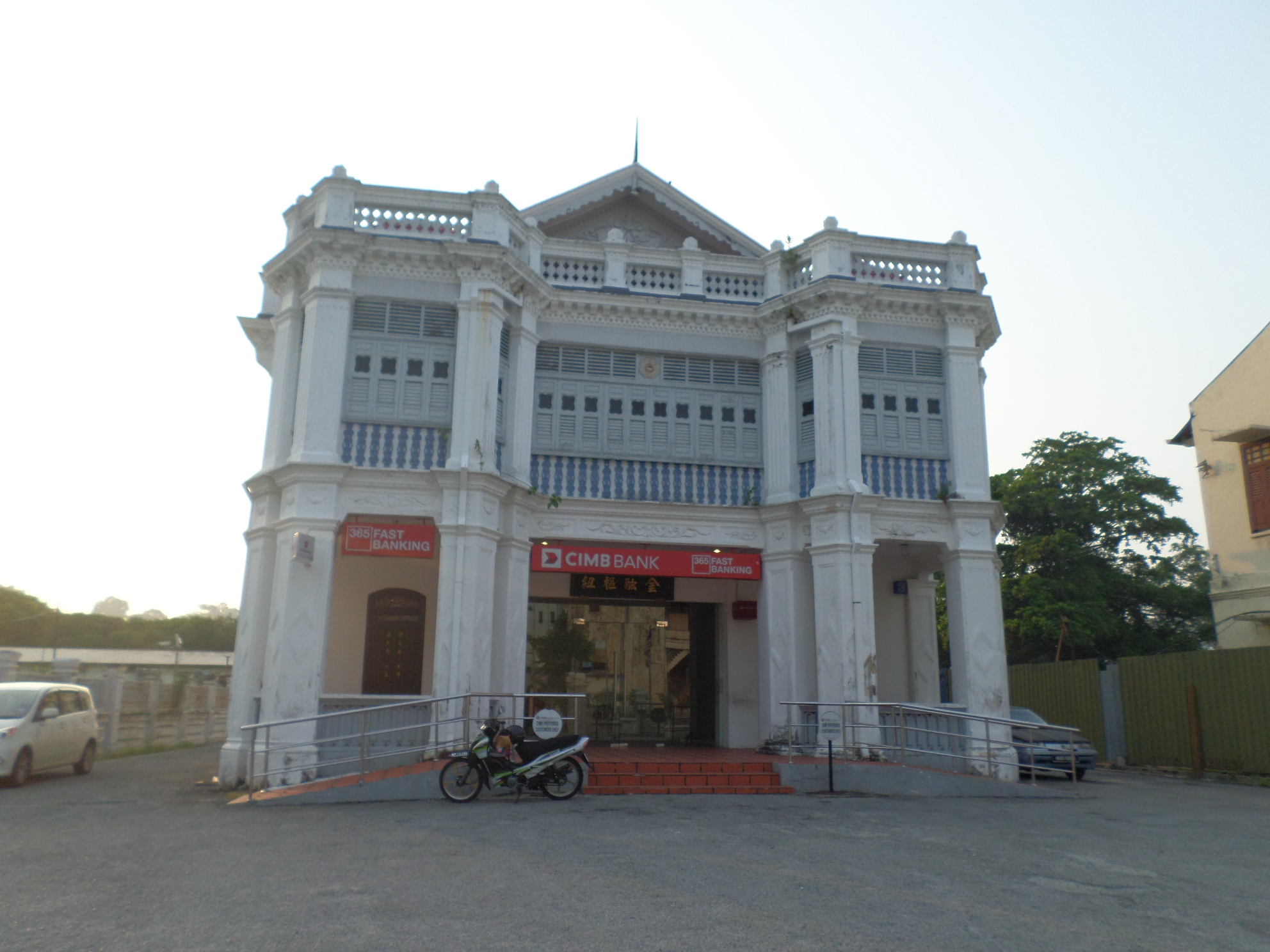
شعبه‌ای از بانک سی‌آی‌ام‌بی

سی‌آی‌ام‌بی (به انگلیسی: CIMB) شرکت خدمات مالی و بانکداری مالزیایی است، که در زمینه ارائه خدمات بانکداری خرد، بانکداری شرکتی، بانکداری سرمایه‌گذاری، بانکداری اسلامی، مدیریت دارایی و خدمات بیمه فعالیت می‌کند.
بانک سی‌آی‌ام‌بی در سال ۱۹۲۴ توسط اونگ سو زی تأسیس شد و در حال حاضر مالک شبکه‌ای از ۱٫۰۸۰ شعبه بانکداری خرد در ۱۷ کشور می‌باشد و به‌عنوان بزرگترین بانک سرمایه‌گذاری آسیای جنوب شرقی به‌شمار می‌آید.
شعبه مرکزی این بانک در شهر کوالالامپور قرار دارد و بخشی از سهام آن در بازار بورس مالزی معامله می‌شود.